# Station Deptford
Station Deptford is een spoorwegstation van National Rail in Deptford in de London Borough of Lewisham, Zuid-Londen, Engeland. Het station is eigendom van Network Rail en wordt beheerd door Southeastern. 